# Општина Брезница-Мотру
Брезница-Мотру (рум. Brezniţa-Motru) општина је у Румунији у округу Мехединци.
Oпштина се налази на надморској висини од 293 m.